# Акедис
Акедис — бог в древней Нубии.
Изображения Акедиса встречаются только в храме Нага; это говорит о том, что он мог быть локальным божеством именно этой местности. Акедис изображён на одной из боковых стен храма, вместе с Апедемаком, Гором и Амоном. Внешне этот бог похож на египетского бога Птаха. Храм в Нага построен кушитским царём Натакамани в честь львиноголового бога Апедемака. Также его изображения можно встретить на декоративных элементах в храме Табо.